# Jörg Asmussen

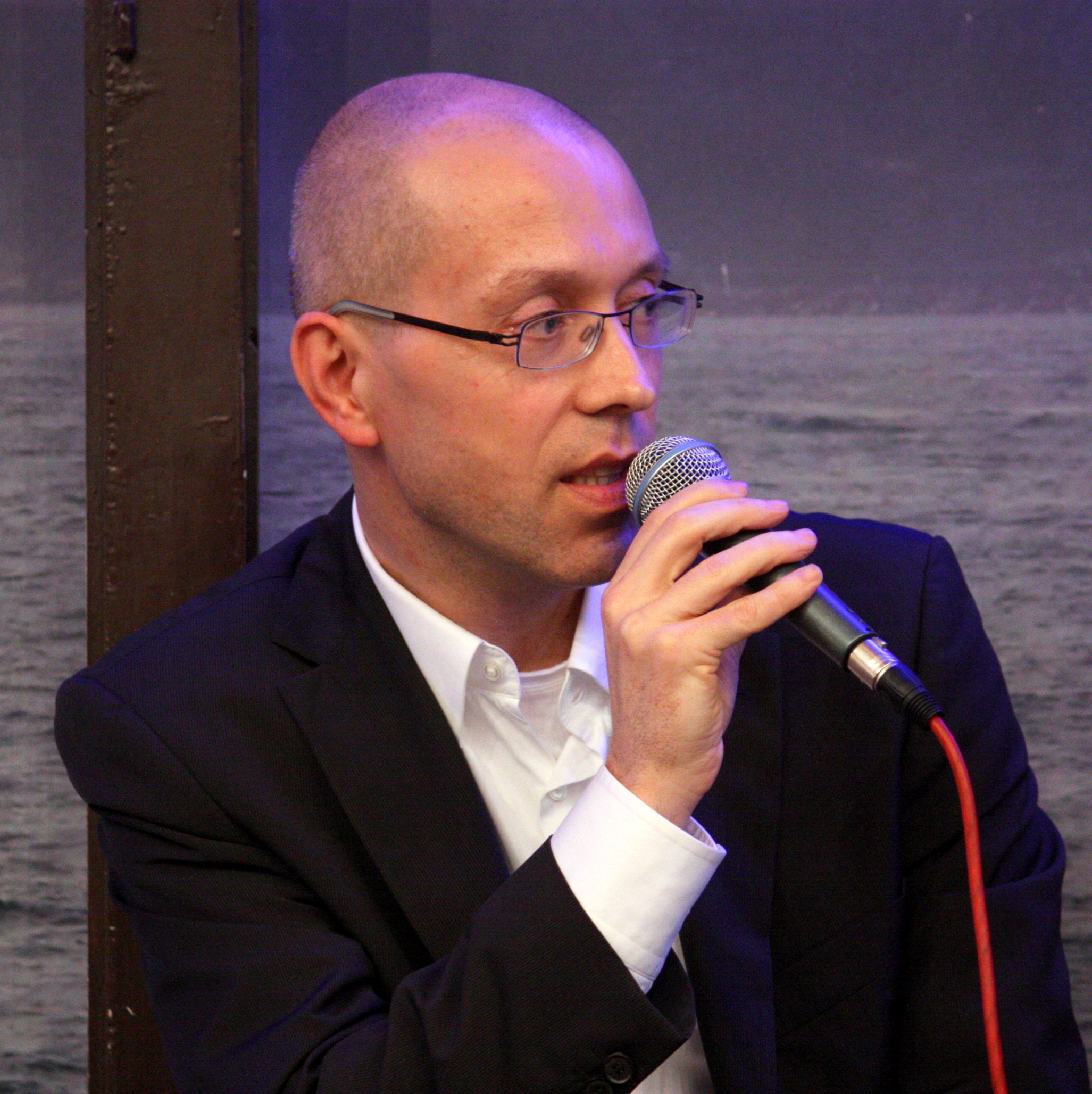
Jörg Asmussen im März 2012

Jörg Asmussen (* 31. Oktober 1966 in Flensburg) ist ein deutscher Ökonom und ehemaliger Ministerialbeamter. Er ist seit Oktober 2020 Hauptgeschäftsführer und geschäftsführendes Präsidiumsmitglied des Gesamtverbandes der Deutschen Versicherungswirtschaft. Zuvor war er von 2008 bis 2011 beamteter Staatssekretär im Bundesfinanzministerium, anschließend bis 2013 Mitglied des Direktoriums der Europäischen Zentralbank und danach bis 2015 beamteter Staatssekretär im Bundesministerium für Arbeit und Soziales.

## Leben und Ämter
Asmussens Vater war Chef der städtischen Feuerwehr, seine Mutter Lehrerin. Nach dem Abitur an der Goethe-Schule in Flensburg und Ableistung des Zivildienstes studierte er in den Jahren 1988 bis 1994 Volkswirtschaftslehre in Gießen und Bonn (u. a. bei dem Professor für Internationale Ökonomie Axel A. Weber) und erwarb zusätzlich einen MBA an der Mailänder Wirtschaftsuniversität Luigi Bocconi. Nach dem Studium arbeitete er zwei Jahre als Projektleiter im Bereich Europäische Wirtschafts-, Sozial- und Arbeitsmarktpolitik am Institut für Sozialforschung und Gesellschaftspolitik in Köln.
Asmussen war ab 1986 SPD-Mitglied, trat aber zwischen 2018 und 2020 aus der Partei aus.

### Karriere im Bundesfinanzministerium
Im Jahr 1996 begann er seine Karriere im Bundesministerium der Finanzen unter dem damaligen Finanzminister Theo Waigel (CSU) als Referent für internationale Finanz- und Währungspolitik. Als nach dem Regierungswechsel 1998 Oskar Lafontaine (SPD) das Finanzministerium übernahm, wurde er Persönlicher Referent des neuen Staatssekretärs Heiner Flassbeck. Die Kompetenz Asmussens wurde von Flassbeck als „mittelmäßig“ eingeschätzt und Asmussen nicht für hohe Aufgaben empfohlen. Nach dem Rücktritt Oskar Lafontaines machte ihn der neue Minister Hans Eichel (SPD) zum Leiter seines Ministerbüros. Kurzzeitig fungierte Asmussen als Unterabteilungsleiter in der Europaabteilung.
Bundesfinanzminister Hans Eichel beförderte Asmussen 2003 zum Ministerialdirektor und ernannte ihn zum Leiter der Abteilung für Nationale und Internationale Finanzmarkt- und Währungspolitik. Mit 37 Jahren war er seinerzeit der jüngste politische Beamte einer Bundesbehörde. Die True Sale International GmbH (TSI), eine Handelsplattform und Lobbyvereinigung für den Ausbau des deutschen Verbriefungsmarktes über forderungsbesicherte Wertpapiere (ABS), wurde im Jahr 2003 laut Dieter Degler unter Asmussens „geistige[r] Schirmherrschaft und tätiger Mithilfe“ gegründet. Er war anschließend im Auftrag des Bundesfinanzministeriums Mitglied im Gesellschafterbeirat der TSI. Asmussen überzeugte Eichel von der Idee, seinen früheren Professor Axel Weber zum neuen Präsidenten der Deutschen Bundesbank als Nachfolger des im April 2004 zurückgetretenen Ernst Welteke zu machen. Beim Koalitionsvertrag der „Großen Koalition“ von 2005 setzte sich Asmussen dafür ein, die Punkte des Abbaus „überflüssige[r] Regulierungen“ und den „Ausbau des Verbriefungsmarktes“ für den Finanzmarkt aufzunehmen. Unter Asmussens Namen erschien 2006 ein Artikel mit dem Titel „Verbriefungen aus der Sicht des Finanzministeriums“ in der Zeitschrift für das gesamte Kreditwesen (ZKW), in dem ABS sehr positiv dargestellt wurden. Diese Finanzprodukte stellten sich später als ein Hauptauslöser der internationalen Finanzkrise ab 2007 heraus. Asmussen hat den Artikel allerdings nach eigenen Angaben nicht selbst verfasst, er sei von Beamten der Fachabteilung geschrieben worden.
In seiner Eigenschaft als Abteilungsleiter und später Staatssekretär war Asmussen als Vertreter des Bundes Mitglied im Aufsichtsrat der Mittelstandsbank IKB sowie der Kreditanstalt für Wiederaufbau (KfW). Als Aufsichtsratsmitglied der IKB setzte sich Asmussen dafür ein, jene Papiere zu kaufen, die im Sommer 2007 infolge der Krise am US-amerikanischen Subprime-Markt die IKB in Schieflage brachten. Zu ihrer Rettung stellte die staatseigene Förderbank KfW dann Milliarden zur Verfügung. Parallel zu seiner Aufsichtsratsmitgliedschaft bei den beiden Bankhäusern war Asmussen auch Mitglied des Verwaltungsrats der Bundesanstalt für Finanzdienstleistungsaufsicht (BaFin), einer Organisation, die den Banken riskanten Handel mit Wertpapieren verbieten soll. Daraus entstand der Vorwurf vieler Kritiker, Asmussen habe in Kontrollgremien gesessen, die seine eigenen Geschäfte kontrollierten.
Zum 1. Juli 2008 wurde Jörg Asmussen zum beamteten Staatssekretär ernannt und löste Thomas Mirow ab. 
Jörg Asmussen saß im Lenkungsausschuss des Bankenrettungsfonds SoFFin, im Verwaltungsrat der Finanzaufsichtsbehörde BaFin und im „Wirtschaftsfonds Deutschland“, der ohne parlamentarische Kontrolle über Staatsbürgschaften für Unternehmen entscheidet. Er war außerdem eines von sechs Mitgliedern der Expertengruppe „Neue Finanzmarktarchitektur“. Dieses Gremium sollte Vorschläge für neue Finanzmarktregeln (Finanzmarktregulierungen) entwerfen, die unter anderem eine Erhöhung der Markttransparenz zum Ziel haben. Wegen seiner Rolle bei der Rettung der Hypo Real Estate musste Asmussen 2009 vor dem Untersuchungsausschuss des Bundestags aussagen. Die Obleute der Oppositionsfraktionen (FDP, Linke und Grüne) warfen ihm vor, „gröblich seine Sorgfaltspflicht verletzt“ zu haben, der FDP-Vertreter Volker Wissing forderte Asmussens Entlassung. Nach dem Regierungswechsel 2009 hielt der neue Finanzminister Wolfgang Schäuble (CDU) Asmussen im Amt und überließ ihm unter anderem die Verantwortung zur Politik gegenüber Griechenland während dessen Finanzkrise.

### EZB-Direktorium
Am 10. September 2011 kündigte Bundesfinanzminister Wolfgang Schäuble nach dem Rücktritt des bisherigen Chefvolkswirtes der Europäischen Zentralbank Jürgen Stark an, dass sich die Bundesregierung für die Besetzung des Postens mit Jörg Asmussen einsetzen werde. Die offizielle Ernennung in das EZB-Direktorium erfolgte am 23. Oktober 2011 durch den Europäischen Rat in Brüssel. Am 1. Januar 2012 trat er seine Amtszeit an, die regulär acht Jahre gedauert hätte. Entgegen der ursprünglichen Planung und den Wünschen der Bundesregierung übernahm Peter Praet die Position des EZB-Chefvolkswirts, das Direktorium entschied, dass Asmussen das Ressort Internationales erhalten wird.
Im August 2012 vertrat Asmussen eine andere Position als Bundesbankpräsident Jens Weidmann: Das neue Programm zum Ankauf von Staatsanleihen sei vereinbar mit dem Auftrag der EZB. „Wir agieren innerhalb unseres Mandates, das vorrangig darauf ausgerichtet ist, Preisstabilität auf mittlere Sicht für den gesamten Euro-Raum zu garantieren. Nur eine Währung, an deren Fortbestehen es keinen Zweifel gibt, kann stabil sein.“ Diese Politik der EZB ist im Zusammenhang mit der Nichtbeistands-Klausel umstritten. Im Juni 2013 verteidigte Asmussen das Anleihekaufprogramm OMT vor dem Bundesverfassungsgericht in Karlsruhe.

### Staatssekretär im Bundessozialministerium
Nach knapp zwei Jahren wechselte er als beamteter Staatssekretär auf Wunsch von Andrea Nahles ins Bundesministerium für Arbeit und Soziales im Kabinett Merkel III. Dort war er bis Ende 2015 unter anderem für Fragen der Alterssicherung zuständig. Ende 2015 strebte Asmussen einen Vorstandposten bei der staatlichen Förderbank KfW an. Da er jedoch auf einem Arbeitsort in Berlin bestand, während der Sitz der KfW in Frankfurt am Main ist, scheiterte seine Ernennung. Das Amt des Staatssekretärs im Bundessozialministerium war unterdessen bereits an die frühere Generalsekretärin der SPD, Yasmin Fahimi, vergeben worden. Asmussen wurde daraufhin als politischer Beamter in den einstweiligen Ruhestand versetzt.

### Wechsel in die Privatwirtschaft
Ende März 2016 wurde Asmussen Mitglied des Aufsichtsrats der im Jahr 2010 gegründeten britischen Peer-to-Peer-Kredit-Plattform Funding Circle.
Ab 1. September 2016 arbeitete Asmussen für die Investmentbank Lazard, wo er Regierungen und die öffentliche Hand sowie große Unternehmen in Europa berät. Im Juli 2018 wurde er bei der Bank zum Leiter Fusionen und Übernahmen für Europa berufen.
Seit April 2020 ist er für den Gesamtverband der Deutschen Versicherungswirtschaft tätig und seit 1. Oktober 2020 deren Hauptgeschäftsführer.

## Mandate in Aufsichtsräten
Jörg Asmussen war – meist aufgrund seiner Funktionen im Bundesministerium der Finanzen – und ist Mitglied verschiedener Aufsichtsräte:
- Deutsche Postbank AG (bis 2008)
- Euler Hermes Kreditversicherungs AG (bis 2008)
- Deutsche Bahn AG (bis 2009)
- Deutsche Telekom (bis 2011)
- IKB Deutsche Industriebank (bis 2008)
- Funding Circle, britische Kredit-Plattform (ab 2016)

## Privates
Asmussens Lebensgefährtin war bis 2016 Henriette Peucker, die von Januar 2003 bis März 2010 die Berliner Repräsentanz der Deutschen Börse leitete. Seit April 2010 ist sie bei einer Kommunikationsberatung beschäftigt. Aufgrund dieser Beziehung wurde ihm der Vorwurf möglicher Interessenkonflikte und Befangenheit entgegengebracht.
Asmussen ist Vater zweier Töchter.

## Kritik
Jörg Asmussen zog als einer der führenden Finanzmanager der Bundesrepublik Kritik auf sich. Sie begann mit dem Verdacht eines Interessenkonflikts, weil er als Finanzpolitiker Aufsichts- und Kontrollfunktionen innehält, die auch den Börsenhandel umfassen, seine Frau aber in der Führung der Deutschen Börse saß. Sie gab diese Tätigkeit inzwischen auf.
Das größere Problemfeld bestand in Asmussens miteinander vermischten verschiedenen Funktionen als Entscheider. So war er als Leiter der BaFin von Regierungsseite aus berufen worden, den freien Finanzmarkt zu kontrollieren und in Schranken zu weisen, saß jedoch selbst im Aufsichtsrat einer Bank (der IKB). Zudem war er in beratender Funktion für die Finanzinstitute tätig (TSI). Als die IKB falsch beraten in die Zahlungsunfähigkeit kam, sprang die bundeseigene KfW ein. Auch in deren Aufsichtsrat saß Asmussen.
Als Befürworter der Deregulierung der Finanzmärkte und des Kaufs von ABS und Finanzderivaten war Asmussen ein Kind des Finanzbooms vor 2007. Als die Krise mit dem Zusammenbruch mehrerer Banken begann, wurden gerade die Geschäfte mit diesen hochkomplexen oder riskanten Papieren als Ursachen für den Crash ausgemacht. Kritikern ist es deswegen unverständlich, warum Asmussen in das EZB-Direktorium berufen wurde und jetzt die Krise aus hoher Warte managen soll, die er selbst mit heraufbeschwor. Die Frankfurter Allgemeine Zeitung nennt ihn „zu clever, um eigene Fehler zu bestreiten“.